# Ken Field

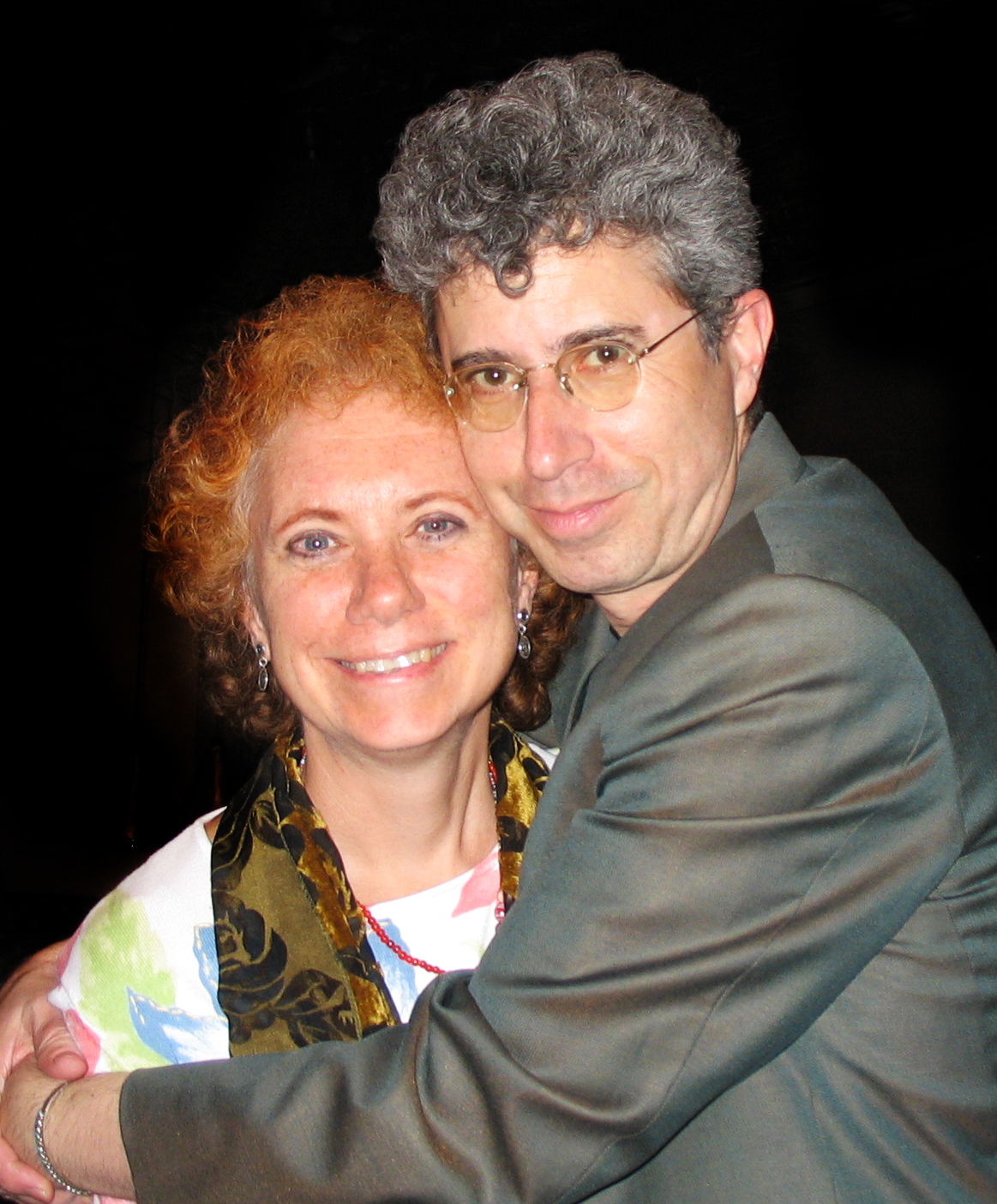
Ken Field

Ken Field (26 januari, 1953) is een Amerikaanse saxofonist, fluitist, percussionist en componist, die actief is in de jazz en experimentele en alternatieve rockmuziek. Hij is de leider van het Revolutionary Snake Ensemble.
Sinds 1988 is Field lid van het muziekensemble Birdsongs of the Mesozoic, dat muziek maakt, dat een mengsel is van moderne klassieke muziek en rockmuziek. Een criticus noemde het ooit "the world's hardest rocking chamber music quartet". Field heeft met de groep getoerd en acht platen opgenoemn (2012). Met trompettist Scott Getchell richtte hij rond 2003 Revolutionary Snake Ensemble op, een brassband, die New Orleans-jazz met soul, funk en avant-garde speelt. Met dit gezelschap nam hij twee goed ontvangen cd's op. 
Field's eerste plaat onder eigen naam verscheen in 1996. Hij speelde en/of nam op met onder meer Willie "Loco" Alexander, Erik Lindgren, Peter Wolf, David Gould en de groep van Chandler Travis, Chandler Travis Philharmonic.
Field componeert muziek voor animatie, film, dans ("Under the Skin", 2006) en televisie ("Sesame Street"). 
Ook is hij presentator van een radioshow op WMBR in Cambridge.

## Discografie (selectie)
- Subterranea, O.O. Discs, 1996
- Pictures of Motion, Sfz Recordings, 1999
- Tokyo in F, Orchard/Sublingual Records, 2000
- Under the Skin, Innova Recordings, 2006